# Podwójna rodzina
Podwójna rodzina (oryg. fr. Une double famille) – opowiadanie Honoriusza Balzaka wydane po raz pierwszy w 1830 pod tytułem Kobieta cnotliwa. Swój ostateczny tytuł przybrało w 1842, kiedy zostało włączone do Scen z życia prywatnego Komedii ludzkiej.

## Czas powstania
Utwór powstał w lutym 1830 roku. Część opowiadania zatytułowana La Grisette parvenue została wydrukowana 5 kwietnia 1830 roku w „Le Voleur”. Całość pod tytułem Kobieta cnotliwa (La Femme vertueuse) ukazała się w 1830 i 1832 roku w Scenach z życia prywatnego. W 1835 roku Balzac przeniósł opowiadanie do Scen z życia paryskiego. Znalazło się tam też w 1836 roku w wydaniu Charpentiera. W 1842 roku w Komedii ludzkiej ponownie utwór został umieszczony w Scenach z życia prywatnego pod ostatecznym tytułem Podwójna rodzina.

## Treść
Karolina Crochard, córka ubogiej robotnicy, spędza całe dnie szyjąc przy oknie w nędznej dzielnicy Paryża, gdzie obie mieszkają. Któregoś dnia zauważa ją arystokrata i sędzia, Roger de Granville, nieszczęśliwy w zaaranżowanym małżeństwie z Angeliką Bontems, oziębłą dewotką. Mężczyzna zostaje kochankiem młodej dziewczyny, zapewnia jej życie na wysokiej stopie, zakładając z nią drugą, nigdy nie zalegalizowaną rodzinę (mają dwoje dzieci).

## Osoby występujące w utworze
- Karolina Crochard – córka ubogiej robotnicy, szwaczka, przyjęła później nazwisko Bellefeuille. Balzac pisze o niej: Biedne dziecko wydawało się być urodzone do miłości i radości. W wieku dwudziestu czterech lat: jaśniała całym blaskiem urody, którą rozwinęło szczęście bez chmurki i ustawiczne przyjemności. Jej dalsze losy zostały opowiedziane w Blaskach i nędzach życia kurtyzany. Miała dwoje naturalnych dzieci: Karola i Eugenię.
- książę Roger de Granville – młody, ambitny adwokat. Poślubił towarzyszkę swoich zabaw dziecięcych, którą nazywał „małą żoneczką”. W wydaniu z 1835 roku Balzac ustalił jego imię na Roger, po Wiktorze i Eugeniuszu. Również ortografia jego nazwiska przechodziła zmiany, przed 1842 rokiem nazywał się Grandville. Gra istotną rolę w Blaskach i nędzach życia kurtyzany.
- księżna de Granville – z domu Angelika Bontems. Jej ojciec był czerwonym jakobinem, który za bezcen skupował dobra narodowe. Najpiękniejsza dziewczyna w Bayeux, która pod wpływem księży zaczęła żyć jako dziewica i męczennica. Urodziła czworo dzieci. Troje z nich gra znaczące role w innych utworach Balzaka: syn w Wiejskim proboszczu, a córki Maria Angelika i Maria Eugenia w Córce Ewy[3].

## Cechy utworu
Powieść składa się z dwóch organicznie łącznych ze sobą części, zestawionych na zasadzie retrospekcji, które tworzą jedną historię rodziny de Granville. Przez jej pryzmat Balzak odnosi się do szerszego zjawiska społecznego: małżeństw kojarzonych ze względów materialnych, całkowicie nieuwzględniających uczuć przyszłych małżonków i różnic w ich charakterach. W rezultacie autor nie potępia zdrady popełnionej przez pana de Granville, chociaż w wielu innych utworach wyraźnie staje po stronie tradycyjnej moralności.
W utworze widoczne są wpływy tradycji romantycznej, zwłaszcza w sposobie opisywania miejsca akcji i atmosfery utworu: zwłaszcza pierwsza część rozgrywa się w ciemnych uliczkach Paryża i owiana jest aurą zagadki (częsty zabieg w utworach Balzaka). Z drugiej strony szeroko został zastosowany typowo realistyczny zabieg milieu – szeroki opis otoczenia danej osoby. Otoczenie dwójki kobiecych bohaterek stanowi zresztą ważny komponent ich charakterystyki: miejsce, gdzie żyje Karolina, jest radosne i pełne życia, w odróżnieniu od surowego salonu pani de Granville.